# Conus (gènere)

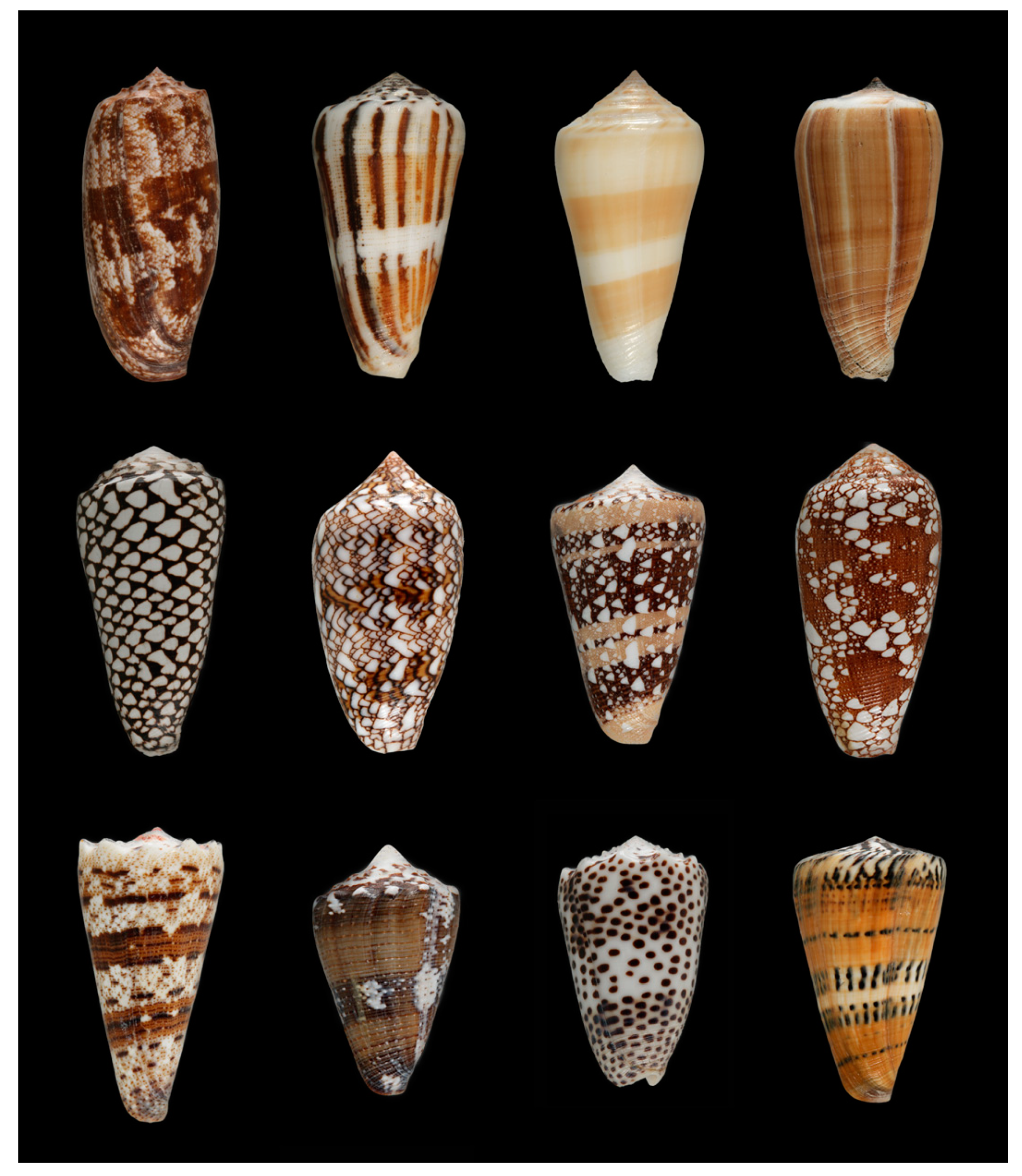
Diferents espècies de Conus

Conus és un gènere de gasteròpodes de la família Conidae, que habita en aigües dels l'oceà Índic i Pacífic.

## Taxonomia
El gènere inclou vora 700 espècies actuals, entre elles:
- Conus abbotti Clench, 1942
- Conus achatinus Gmelin, 1791
- Conus acutangulus Lamarck, 1810
- Conus africanus L.C. Kiener, 1849
- Conus alabaster Reeve, 1849
- Conus albicans Sowerby II, 1857
- Conus aldrovadi
- Conus amadis Gmelin, 1791
- Conus ammiralis Linnaeus, 1758
- Conus amphiurgus Dall, 1889
- Conus anabathrum Crosse, 1865
- Conus aphrodite Petuch, 1979
- Conus araneosus Lightfoot, 1786
- Conus archon Broderip, 1833
- Conus arcuatus Broderip et Sowerby, 1829
- Conus arenatus Hwass in Bruguiére, 1792
- Conus aristophanes Sowerby II, 1857
- Conus armadillo Shikama, 1971
- Conus armiger Crosse, 1858
- Conus articulatus Sowerby III, 1873
- Conus artroptus Sowerby I en Sowerby II, 1833
- Conus asiaticus da Motta, 1985
- Conus attenuatus Reeve, 1844
- Conus aulicus Linnaeus, 1758
- Conus auratinus da Motta, 1982
- Conus auratus Hwass in Bruguiére, 1792
- Conus aureonimbosus Petuch, 1987
- Conus aureus Hwass en Bruguiére, 1792
- Conus auricomus Hwass en Bruguiére, 1792
- Conus aurisiacus Linnaeus, 1758
- Conus austini Rehder & Abbott, 1951
- Conus australis Holten, 1802
- Conus baileyi Röckel & da Motta, 1979
- Conus bajanensis Usticke, 1968
- Conus balteatus Sowerby I en Sowerby II, 1833
- Conus bandanus Hwass en Bruguiére, 1792
- Conus bartschi Hanna & Strong, 1949
- Conus batheon Sturany, 1904
- Conus bengalensis
- Conus berdulinus Veillard, 1972
- Conus bermudensis Clench, 1942
- Conus bernardi Kiener, 1845
- Conus betulinus Linnaeus, 1758
- Conus binghamae Petuch, 1987
- Conus bocki Sowerby III, 1881
- Conus boeticus Reeve, 1844
- Conus boholensis Petuch, 1979
- Conus broderipii Reeve, 1844
- Conus brunneus Wood, 1828
- Conus bullatus Linnaeus, 1758
- Conus californicus Hinds, 1844
- Conus cancellatus Hwass, 1792
- Conus canonicus Hwass in Bruguiére, 1792
- Conus capitaneus Linnaeus, 1758
- Conus caracteristicus G. Fischer, 1807
- Conus cardinalis Hwass, 1792
- Conus caribbaeus Clench, 1942
- Conus carinatus Swainson, 1822
- Conus catus Hwass en Bruguiére, 1792
- Conus cebuganus da Motta & Martin, 1982
- Conus cernohorskyi da Motta, 1983
- Conus cervus Lam., 1822
- Conus chaldaeus (Röding, 1798)
- Conus chiangi (Azuma, 1972)
- Conus chrysocestus S. S. Berry, 1968
- Conus cinereus Hwass en Bruguiére, 1792
- Conus circumactus Iredale, 1929
- Conus circumcisus Born, 1778
- Conus citrinus Gmelin, 1791
- Conus clarki Rehder & Abbott, 1951
- Conus coccineus Gmelin, 1791
- Conus coelinae Crosse, 1858
- Conus collisus Reeve, 1849
- Conus colorovariegatus Kosuge, 1981
- Conus comatosa Pilsbry, 1904
- Conus connectens A. Adams, 1855
- Conus consors Sowerby I en Sowerby II, 1833
- Conus conspersus
- Conus corallinus Kiener, 1845
- Conus coronatus Gmelin, 1791
- Conus crocatus Lam., 1810
- Conus cylindraceus Broderip & Sowerby I, 1830
- Conus dalli Stearns, 1873
- Conus daphne
- Conus daucus Hwass, 1792
- Conus daullei Cross, 1858
- Conus dayriti Röckel & da Motta, 1983
- Conus delessertii Recluz, 1843
- Conus delicatus Schepman, 1913
- Conus diadema Sowerby, 1834
- Conus dispar Sowerby, 1833
- Conus distans Hwass in Bruguiére, 1792
- Conus dondani Kosuge, 1981
- Conus duplicatus Sowerby I, 1823
- Conus dusaveli (Adams, H., 1872)
- Conus ebraeus Linnaeus, 1758
- Conus eburneus Hwass en Bruguiére, 1792
- Conus elisae
- Conus emaciatus Reeve, 1849
- Conus episcopatus da Motta, 1982
- Conus ermineus Born, 1778
- Conus eugrammatus Bartsch & Rehder, 1943
- Conus excelsus Sowerby III, 1908
- Conus exiguus Lamarck, 1810
- Conus eximius Reeve, 1849
- Conus fergusoni Sowerby, 1873
- Conus figulinus Linnaeus, 1758
- Conus fischoederi Röckel & da Motta, 1983
- Conus flamingo Petuch, 1980
- Conus flavescens G. B. II Sowerby, 1834
- Conus flavidus Lam., 1810
- Conus floccatus G.B. I Sowerby & G.B. II Sowerby, 1841
- Conus floccatus Sowerby I en Sowerby II, 1839
- Conus floridanus Gabb, 1868
- Conus floridensis G. B. II Sowerby, 1870
- Conus floridulus Adams & Reeve, 1848
- Conus frigidus Reeve, 1848
- Conus fulgetrum Sowerby I en Sowerby II, 1834
- Conus fulvobullatus da Motta, 1982
- Conus furvus Reeve, 1843
- Conus generalis Linnaeus, 1767
- Conus geographus Linnaeus, 1758
- Conus gladiator Broderip, 1833
- Conus glans Hwass en Bruguiére, 1792
- Conus glaucus Linnaeus, 1758
- Conus glicksteini Petuch, 1987
- Conus gloriakiiensis
- Conus gloriamaris Chemnitz, 1777
- Conus gradatus Wood, 1828
- Conus grangeri
- Conus granifer
- Conus granulatus Linnaeus, 1758
- Conus gubba Kiener, 1845
- Conus harasewychi Petuch, 1987
- Conus hirasei (Kira, 1956)
- Conus hypochlorus Tomlin, 1937
- Conus ichinoseana (Kuroda, 1956)
- Conus imperialis Linnaeus, 1758
- Conus insculptus Kiener, 1845
- Conus ione Fulton, 1938
- Conus jaspideus Gmelin, 1791
- Conus juliae Clench, 1942
- Conus kimioi (Habe, 1965)
- Conus kinoshitai (Kuroda, 1956)
- Conus kintoki Habe & Kosuge, 1970
- Conus kuroharai (Habe, 1965)
- Conus lani Crandall, 1979
- Conus lapulapui da Motta & Martin, 1982
- Conus laterculatus Sowerby III, 1870
- Conus legatus Lam., 1810
- Conus lenavati da Motta & Röckel, 1982
- Conus leobrerai da Motta & Martin, 1982
- Conus leopardus (Röding, 1798)
- Conus lienardi Bernardi et Crosse, 1861
- Conus lignarius
- Conus litoglyphus Röding, 1798
- Conus litteratus Linnaeus, 1758
- Conus lividus Hwass in Bruguiére, 1792
- Conus lucidus Wood, 1828
- Conus luteus Sowerby I in Sowerby II, 1833
- Conus lynceus Sowerby II, 1857
- Conus macarae Bernardi, 1857
- Conus macgintyi Pilsbry, 1955
- Conus magdalenae Kiener, 1845
- Conus magnificus Reeve, 1843
- Conus magus Linnaeus, 1758
- Conus marmoreus Linnaeus, 1758
- Conus mazei Deshayes, 1874
- Conus mcgintyi Pilsbry, 1955
- Conus melvilli Sowerby, 1878
- Conus memiae (Habe & Kosuge, 1970)
- Conus mercatii Brocchi, 1814
- Conus miles Linnaeus, 1758
- Conus miliaris Hwass en Bruguiére, 1792
- Conus mindanus Hwass, 1792
- Conus mitratus Hwass en Bruguiére, 1792
- Conus moluccensis Küster, 1838
- Conus monachus Linnaeus, 1758
- Conus montillai Röckel, 1985
- Conus moreleti Crosse, 1858
- Conus mucronatus Reeve, 1843
- Conus muriculatus Sowerby I in Sowerby II, 1833
- Conus mus Hwass, 1792
- Conus musicus Hwass en Bruguiére, 1792
- Conus mustelinus Hwass en Bruguiére, 1792
- Conus neptunus Reeve, 1843
- Conus nereis Petuch, 1979
- Conus nicobaricus Hwass in Bruguiére, 1792
- Conus nigropunctatus
- Conus nobilis Linnaeus, 1758
- Conus nocturnus
- Conus nussatella Linnaeus, 1758
- Conus obscurus Sowerby I en Sowerby II, 1833
- Conus ochroleucus Gmelin, 1791
- Conus omaria Hwass in Bruguiére, 1792
- Conus orbignyi Audouin, 1831
- Conus otohimeae Kuroda & Ito, 1961
- Conus pagodus Kiener, 1845
- Conus papillosus Kiener, 1845
- Conus parius Reeve, 1844
- Conus parvulus Link, 1807
- Conus patae Abbott, 1971
- Conus patricius Hinds, 1843
- Conus pealii Green, 1830
- Conus pergrandis (Iredale, 1937)
- Conus perplexus Sowerby, 1857
- Conus perryae Clench, 1942
- Conus pertusus Hwass in Bruguiére, 1792
- Conus pilkeyi Petuch, 1974
- Conus planorbis Born, 1778
- Conus polongimarumai Kosuge, 1980
- Conus polyglotta Weinkauff, 1874
- Conus poormani S. S. Berry, 1968
- Conus praecellens A. Adams, 1854
- Conus princeps Linnaeus, 1758
- Conus proximus Sowerby II, 1859
- Conus pseudorbignyi Röckel & Lan, 1982
- Conus pseudosulcatus
- Conus pulchellus auct., Swainson, 1822 (non Röding, 1798)
- Conus pulchellus Röding, 1798
- Conus pulcher Lightfoot, 1786
- Conus pulicarius Hwass in Bruguiére, 1792
- Conus puncturatus
- Conus purpurascens Sowerby, 1833
- Conus quercinus Lightfoot, 1786
- Conus radiatus Gmelin, 1791
- Conus rainesae McGinty, 1953
- Conus ranunculus Hwass in Bruguiére, 1792
- Conus raphanus Hwass in Bruguiére, 1792
- Conus rattus Hwass in Bruguiére, 1792
- Conus recluzianus Bernardi, 1853
- Conus recurvus Broderip, 1833
- Conus regius Gmelin, 1791
- Conus regularis Sowerby, 1833
- Conus retifer Menke, 1829
- Conus rogmartini da Motta, 1982
- Conus saecularis Melvill, 1898
- Conus samiae da Motta, 1982
- Conus sanguinolentus Quoy & Gaimard, 1834
- Conus sazanka Shikama, 1970
- Conus scabriusculus Dillwyn, 1817
- Conus scalaris Valenciennes, 1832
- Conus scalptus Reeve, 1843
- Conus selenae Van Mol, Tursch et Kempf, 1967
- Conus sennottorum Rehder et Abbott, 1951
- Conus sowerbei Nyst, 1836
- Conus sowerbii Reeve, 1849
- Conus sowerbyi Bronn, 1848
- Conus sowerbyi Sowerby III, 1870
- Conus spectrum Linnaeus, 1758
- Conus sphacelatus
- Conus spiculum Reeve, 1849
- Conus sponsalis Hwass in Bruguiére, 1792
- Conus spurius Gmelin, 1791
- Conus stearnsii Conrad, 1869
- Conus stercusmuscarum Linnaeus, 1758
- Conus stimpsoni Dall, 1902
- Conus stramineus Lam., 1810
- Conus striatellus Link, 1807
- Conus striatus Linnaeus, 1758
- Conus subaequalis Sowerby III, 1870
- Conus sugillatus Reeve, 1844
- Conus sugimotonis Kuroda, 1928
- Conus sulcatus Hwass in Bruguiére, 1792
- Conus sulcocastaneus Kosuge, 1981
- Conus suratensis Hwass in Bruguiére, 1792
- Conus taeniatus Hwass, 1792
- Conus telatus Reeve, 1848
- Conus tenuistriatus Sowerby II, 1858
- Conus teramachii (Kuroda, 1956)
- Conus terebra Born, 1778
- Conus tessulatus Born, 1778
- Conus textile Linnaeus, 1758
- Conus thalassiarchus Sowerby I in Sowerby II, 1834
- Conus thomae Gmelin, 1791
- Conus tigrinus
- Conus tornatus Sowerby, 1933
- Conus tribblei Walls, 1977
- Conus tulipa Linnaeus, 1758
- Conus undulatus auct., Sowerby II, 1857-1858 (non Solander, 1786)
- Conus ustickei Miller In Usticke, 1959
- Conus varius Linnaeus, 1758
- Conus ventricosus (Gmelin, 1791)
- Conus vexillum Gmelin, 1789
- Conus vicdani Lan, 1978
- Conus vidua Reeve, 1843
- Conus villepinii P. Fischer et Bernardi, 1857
- Conus vimineus Reeve, 1849
- Conus vinctus
- Conus viola Cernohorsky, 1977
- Conus virgatus Reeve, 1849
- Conus virgo Linnaeus, 1758
- Conus vittatus Hwass in Bruguiere, 1792
- Conus vitulinus Hwass in Bruguiére, 1792
- Conus voluminalis Reeve, 1843
- Conus vulpinus Hwass in Bruguiére, 1792
- Conus wakayamaensis (Kuroda, 1956)
- Conus ximenes Gray, 1839
- Conus ziczac Megerle von Muhlfeld, 1816